# Theodor Lessing
Theodor Lessing, rodným jménem Theodor Lewy (8. února 1872 Hannover – 31. srpna 1933 Mariánské Lázně) byl německý filozof, psycholog a novinář židovského původu. Nejvíce proslul svou knihou Židovská sebenenávist (Der jüdische Selbsthaß) z roku 1930, kde se pokusil analyzovat, proč někteří Židé inklinují k antisemitským postojům, byť i jen částečně nebo pouze náznakově.
Ve filozofii byl silně ovlivněn ruským logikem Afrikanem Spirem a německým filozofem Friedrichem Nietzschem, sdílel jejich odpor k iluzi o smyslu dějin. Svou filozofii nazýval "aktivismus". Jako novinář přispíval mj. do pražského německojazyčného deníku Prager Tagblatt. Politicky se hlásil k sionismu, pacifismu a byl odpůrcem nacistů i německého prezidenta Paula von Hindenburg.
Po uchopení moci v Německu nacisty raději v březnu 1933 uprchl do názorově svobodného Československa a usadil se v Mariánských Lázních, v rodině českého sociálního demokrata. Zde na něj však byl 30. srpna 1933 spáchán atentát dvěma henleinovci, Rudolfem Zischkou a Rudolfem Max Eckertem, kteří na něj vystřelili přes okno vily, v níž pracoval. Na následky zranění Lessing zemřel druhého dne v mariánskolázeňské nemocnici. Henleinovští vrazi uprchli do Německa a jeden z nich byl potrestán až po válce. Na jeho hrobě v Mariánských Lázních je nápis: První oběť fašismu v ČSR. O případu vraždy Theodora Lessinga pojednává i československý film Výstřely v Mariánských Lázních z roku 1973, natočený na motivy reportáží Romana Cílka.

## Biografie

### Mládí
Theodor Lessing se narodil 8. února 1872 v Hannoveru jako Theodor Lewy. Své jméno z Lewy na Lessing si změnil na počest spisovatele Gottholda Efraima Lessinga, který se v 18. století zasazoval o emancipaci židů. Jeho rodina patřila do střední třídy, otec Sigmund Lewy byl židovský lékař, matka Adele rozená Ahrweilová pocházela z rodiny bankéře. Neměl šťastné dětství a mládí, především kvůli konfliktům v rodině (např. spory o slíbené a nesplacené věno) a problémům na Radničním gymnáziu v Hannoveru (Ratsgymnasium Hannover). Lessing později školu popsal jako „ústav rozvíjející hloupost... nic už nemůže napravit, co ve mně těch 15 let tam zničilo.“ Po maturitě na Městském gymnáziu v Hameln (Städtischen Gymnasium Hameln) začal studovat medicínu ve Freiburgu im Breisgau, ale obor nedokončil. Během studií v roce 1895 konvertoval k protestantismu (aby se později znovu vrátil k judaismu) a změnil školu. V roce 1899 nakonec získal doktorát z filozofie, psychologie a literatury na univerzitě v Erlangenu.
V roce 1900 si vzal Marii Stach von Goltzheim, což byla šlechtična z rodu Hohenzollernů a vnučka císaře Viléma I. Sňatek s židem pro ní měl závažné následky – byla vyděděna a rodina se jí zřekla. V letech 1901 a 1902 se jim narodily dcery Judith a Miriam a Lessing získal místo učitele v Zemském vychovatelském domě v Haubindě, odkud ale po dvou letech odešel kvůli antisemitským ustanovením. Později nějakou dobu pracoval v Laubegastu u Drážďan.

### Politická angažovanost
V té době se začal více politicky angažovat: sblížil se se sociálně demokratickou stranou a pracoval pro levicové odbory. Pořádal i veřejné přednášky, kde se věnoval především německým filozofům a kulturním osobnostem (Schopenhauer, Nietzsche, Wagner). Jeho habilitace plánovaná na univerzitě v Drážďanech mu kvůli jeho židovství, propagaci socialismu a feminismu nebyla umožněna. Vystřídal pak několik zaměstnání, působil mimo jiné jako divadelní kritik. Založil i poněkud kuriózní společnost za snížení hluku, neboť ten byl podle něj zdrojem mnoha neuróz a jiných problémů. Obzvláště mu vadilo vyklepávání koberců, zvonění kostelních zvonů a cvičení na piano. V roce 1910 způsobil první větší skandál, když kritizoval spisovatele a kritika Samuela Lublinského. Sklidil za to ostrou reakci od Thomase Manna, který ho nazval „hanebným skřetem, který může být rád, že i na něj svítí slunce.“

### Učitel, filozof, lékař
Lessingův soukromý život mezitím upadal. V roce 1907 se s manželkou rozvedl a o rok později začal pracovat na Technické vysoké škole v Hannoveru (Technische Hochschule). Jeho pozice jakožto humanitně zaměřeného učitele na technické vysoké škole nebyla nijak důležitá, což však Lessingovi umožňovalo dostatečně vědecky a literárně bádat a tvořit. Zpočátku psal hlavně poezii, drama a psychologicky laděné novely.  Až v roce 1922 se stal mimořádným profesorem a za celých 18 let působení na škole mu nebyl zvýšen plat. Mezitím v roce 1912 se podruhé oženil. Jeho žena Adela byla podobným směrem angažovanou osobností jako on. Měli spolu dceru Ruth. V době 1. světové války působil nějakou dobu na frontě jako lékař v lazaretu a zároveň stále vyučoval. V těchto letech vznikly jeho filozofické spisy Schopenhauer, Wagner, Nietzsche a Filozofie jako čin, které v odborných kruzích byly přijaty s uznáním v celé Evropě. Získával si jméno jako humanista a aktivní bojovník za mír. Svůj postoj vyjádřil heslem „Válku válkám“.
V roce 1924 se jako soudní znalec v oboru psychologie zapojil do procesu sériového vraha Fritze Haarmanna. Jelikož však dlouhodobě upozorňoval na spojení policie a obžalovaného, který byl policejní špicl a nečinnost policie mu umožnila páchat trestnou činnost, byl nakonec z procesu odvolán. Soud však dále sledoval a přispíval o něm do listů Prager Tagblatt a Dortmunder Generalanzeiger.  Po skončení procesu vydal knihu s názvem Haarmann–historie vlkodlaka, která vzbudila velký zájem nejen v Německu, tím že upozorňovala na skutečné pozadí zločinů.

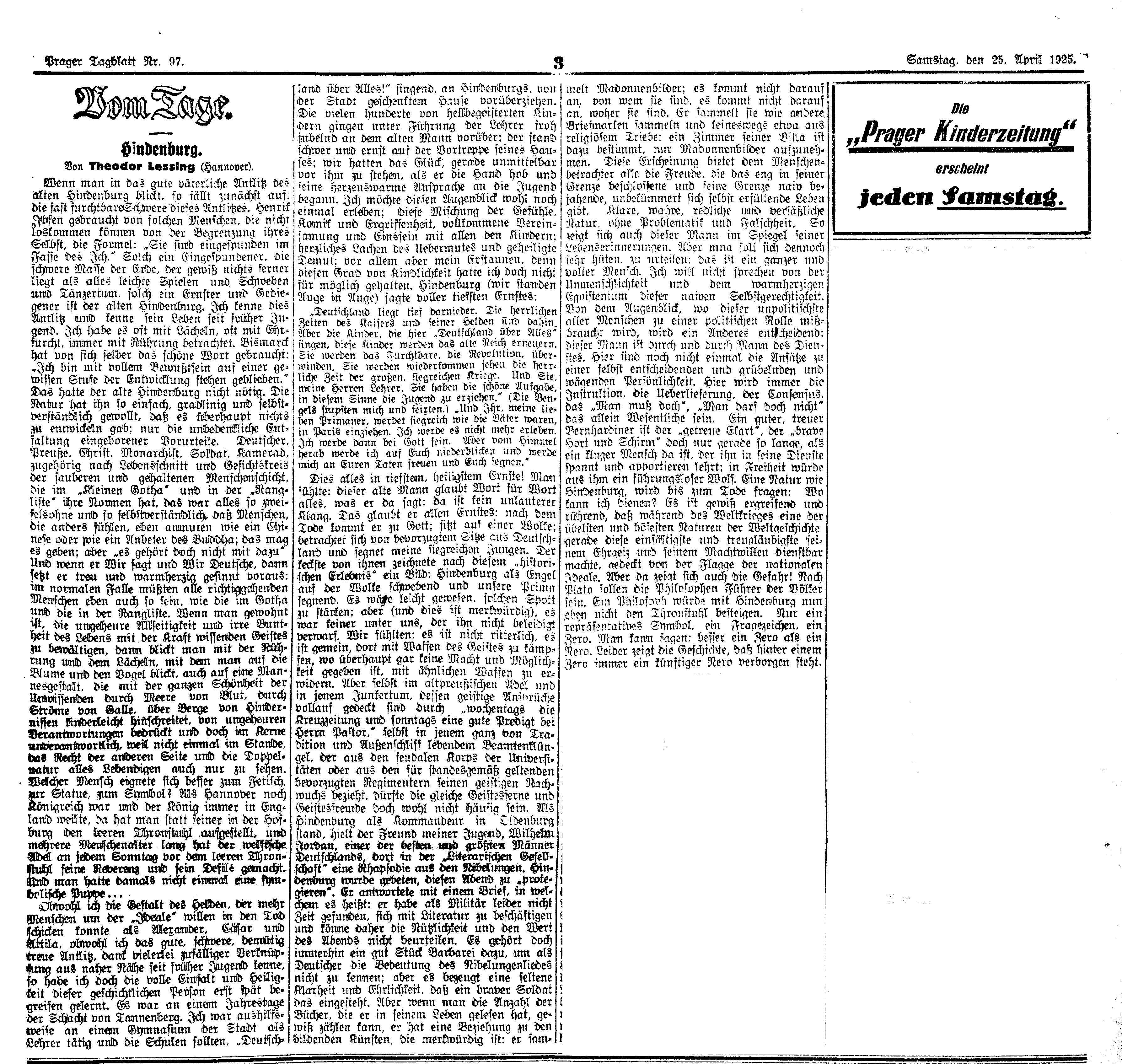
Lessingův článek „Hindenburg“ z Prager Tagblatt.

### Kritik Hindenburga
25. dubna 1925 vyšla v deníku Prager Tagblatt Lessingova stať nazvaná prostě „Hindenburg“. Lessing v ní ostře vystupoval proti volbě starého maršála Paula von Hindenburga německým prezidentem. Nikoliv však proto, že by šlo o špatného člověka, ale proto, že jde o zcela nevýrazného, bezzásadového a poslušného muže, intelektuální nulu (slovy Lessinga Zero), z něhož se působením především vnějších vlivů a tlaků nakonec stane tyran (Nero).  Tento článek vzbudil ostrou reakci a vysloužil mu nenávist ze strany nacionalistických kruhů. Někteří studenti dokonce založili spolek nazvaný Kampfausschuß gegen Lessing (Bojový výbor proti Lessingovi), bojkotovali a narušovali jeho přednášky a požadovali jeho vyloučení ze školy. Následoval rok útoků, tahanic, nenávistných projevů, odsuzování a úředních či jiných posudků, které nakonec vyústily v to, že Lessing byl v červnu 1926 jako učitel z vysoké školy vyloučen. Lessing na to reagoval otevřeným dopisem Hindenburgovi, ale zastání se nedočkal. Několik let pak cestoval po Německu i zahraničí, bádal, přednášel a psal, pokračoval ve vědecké práci.

### Exil
V lednu 1933 se k moci v Německu dostali nacisté a velmi brzy se zaměřili i na nepohodlného židovského filozofa a kritika. Oddíly SA mu vyplenily byt, na což Lessing reagoval tím, že začátkem března 1933 utekl i se svou ženou do Československa a usadil se v Mariánských Lázních. Lessing byl lázeňským městem unesen. Bydlel postupně v hotelích Mariánskolázeňský mlýn (Cristal), New York (Polonia) a Miramonte a nakonec ve vile Edelweiss. Nadále přispíval do německy psaných novin, připravoval se na 18. sionistický kongres a chystal další aktivity, například zřízení školy a útulku pro židovské děti. 20. – 29. srpna probíhal v Praze sionistický kongres a Lessing zde vystoupil se svou přednáškou Německo a jeho Židé. Lessing byl kritikem, jak on to nazýval, úpadku německého židovství, napadal honbu za penězi, snahu zapadnout mezi společenskou smetánku, rezignaci na idealismus. Byl přesvědčeným odpůrcem totalitního režimu a jeho podstatu odhaloval ve svých spisech a přednáškách.

### Vražda
Nacisté mezitím vypsali na nepohodlného exulanta odměnu, která se nakonec vyšplhala na 80 000 marek. Primárním cílem nebylo profesora zabít, ale ještě lépe odvléct zpět do Německa. Lessing věděl, že je na seznamu nacisty nenáviděných a hledaných osob a byl s tím v zásadě smířen. V srpnu napsal anglickému listu Manchester Guardian:
| „                                                                                  | Z mírového německého spisovatele jsem se stal uprchlíkem. Každý obranný pokus by moji situaci ještě zhoršil. Tomu, že jsem ještě naživu, vděčím několika laskavým přátelům... Jsem Němec a chci jím zůstat; jsem Žid a chci jím zůstat; jsem socialista a chci jím zůstat... Vše co jsem kdy napsal, jsem podepsal svým jménem. Bojuji za spravedlnost proti své vlastní zemi, kterou miluji. | “ |
| — T. Lessing. A Price of 80 000 Marks on My Head. Manchester Guardian, srpen 1933. | |   |

30. srpna 1933 večer pracoval Theodor Lessing u psacího stolu ve svém bytě ve vile Edelweiss. Okolo půl desáté se zpoza okna ozvaly dva výstřely a profesora těžce zranily na hlavě. Vrahové vylezli po žebříku do druhého patra a vystřelili oba prakticky zároveň. Lessing byl sice převezen do nemocnice, ale krátce po půlnoci svým zraněním podlehl. Následovala rozsáhlá pátrací akce, která policisty brzy přivedla na stopu předpokládaných pachatelů. Atentátníky pocházejícími z obce Valy a Úšovice byli nacionální socialisté Rudolf Max Eckert a Rudolf Zischka. Oba krátce po činu utekli do Německa. Československé úřady sice zažádaly ty německé o jejich vydání, ale k tomu nedošlo, neboť údajně nebylo známo, kde se podezřelí nacházejí. Někdy se uvádí, že existoval ještě třetí pachatel Karl Hönl, ale jeho účast se nepodařilo prokázat a on sám padl za druhé světové války. Vyšetřování načas přerušil útěk pachatelů a válečné události, ale v roce 1945 se v něm pokračovalo. Potrestán byl nakonec jen Eckert (Zischka mezitím zemřel), který v roce 1946 dostal za spoluúčast na vraždě trest odnětí svobody na 18 let a po dvou amnestiích a necelých třinácti na Borech odseděných letech byl v roce 1958 vyhoštěn do SRN.

## Památka
Pohřeb profesora Lessinga se konal 3. září 1933 na mariánskolázeňském židovském hřbitově. Zúčastnilo se ho množství lidí a šlo o jednu z prvních tichých protinacistických demonstrací v Československu. Lessing má ostatně jako svůj epitaf vytesáno: „První oběť fašismu v ČSR“. Vražda vzbudila velký ohlas jak v Československu, tak ve světě. Již 2. září se v Praze konaly různé akce proti metodám zastrašování, které nacisté používali. Proti demonstrantům musela dokonce zasáhnout policie. Dne 1. října 1933 uveřejnili F. X. Šalda a Max Brod prohlášení „In memoriam Theodora Lessinga“, pod něž se podepsala řada významných osobností včetně Alberta Einsteina a Romaina Rollanda.

Trojdílný náhrobek na židovském hřbitově v Mariánských Lázních
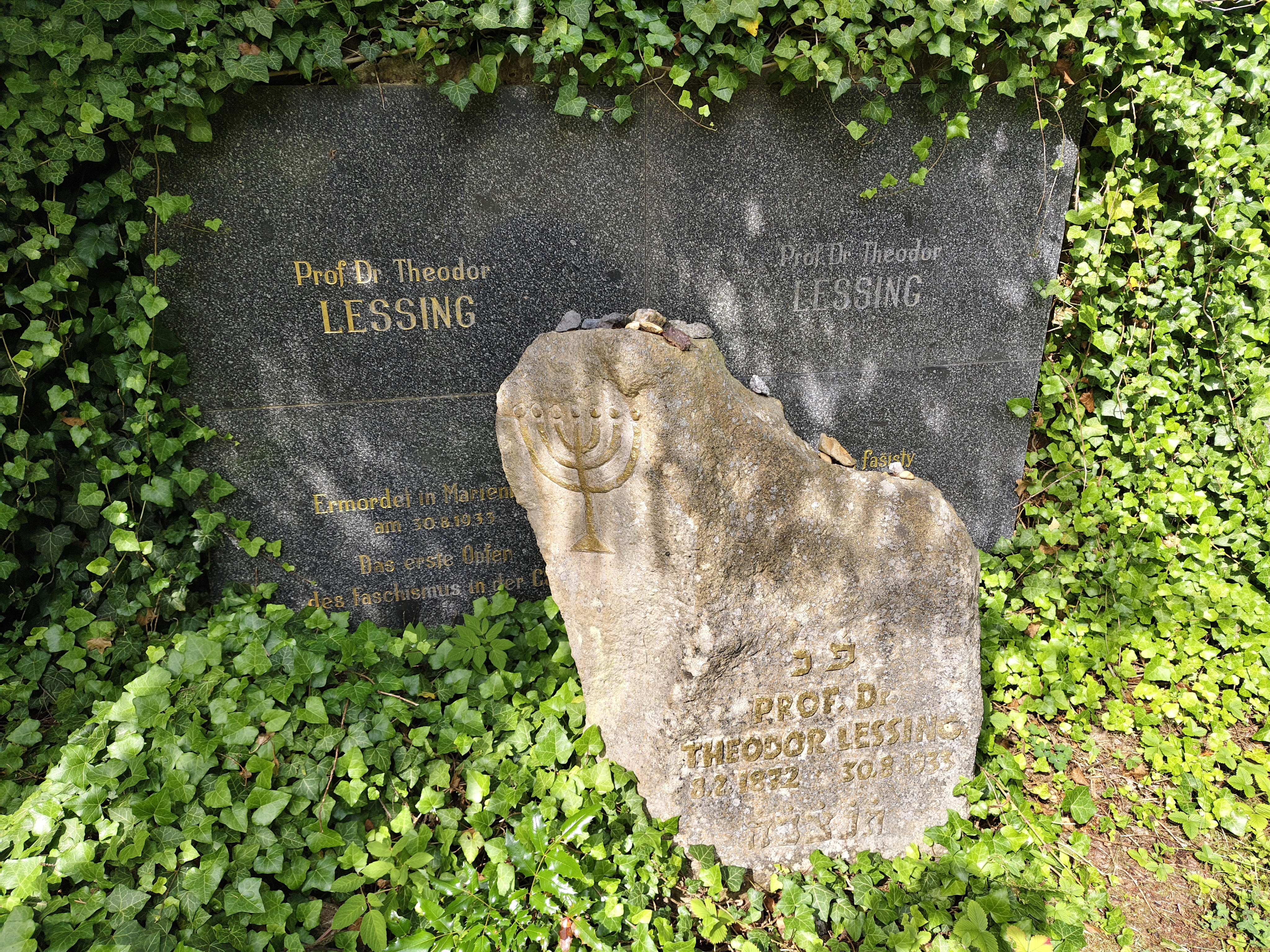
Celkový pohled
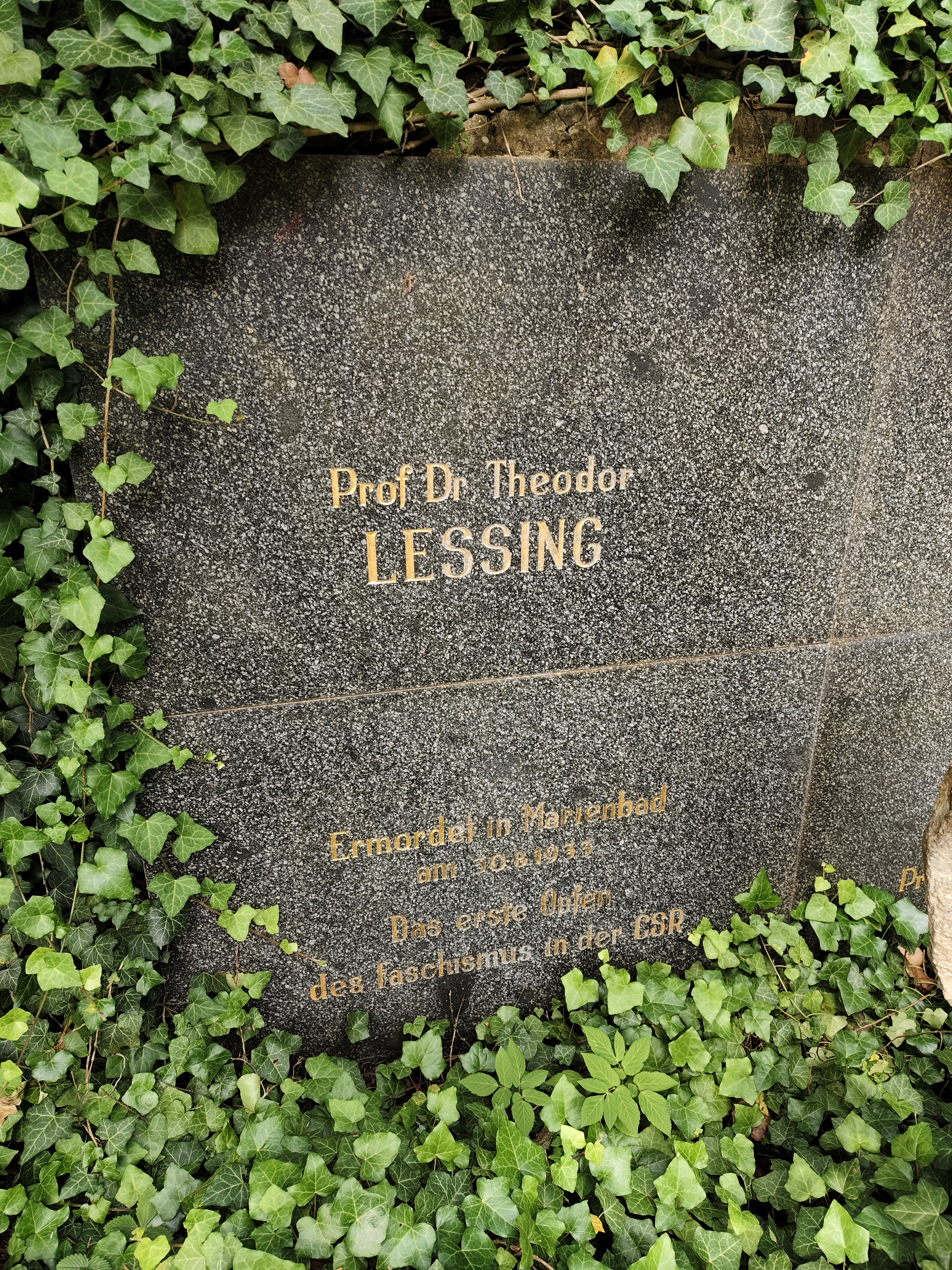
Detail levé části
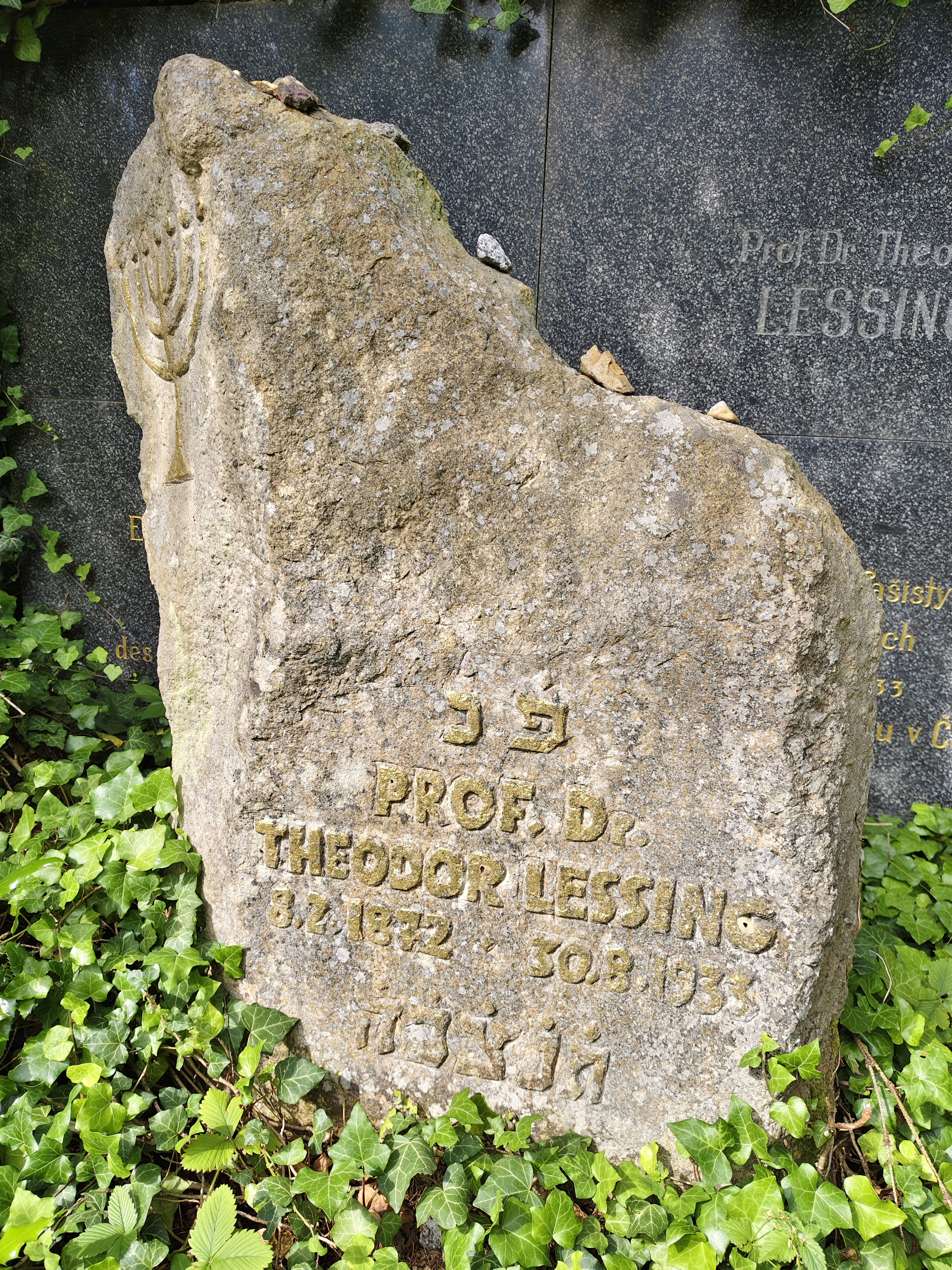
Detail prostřední části
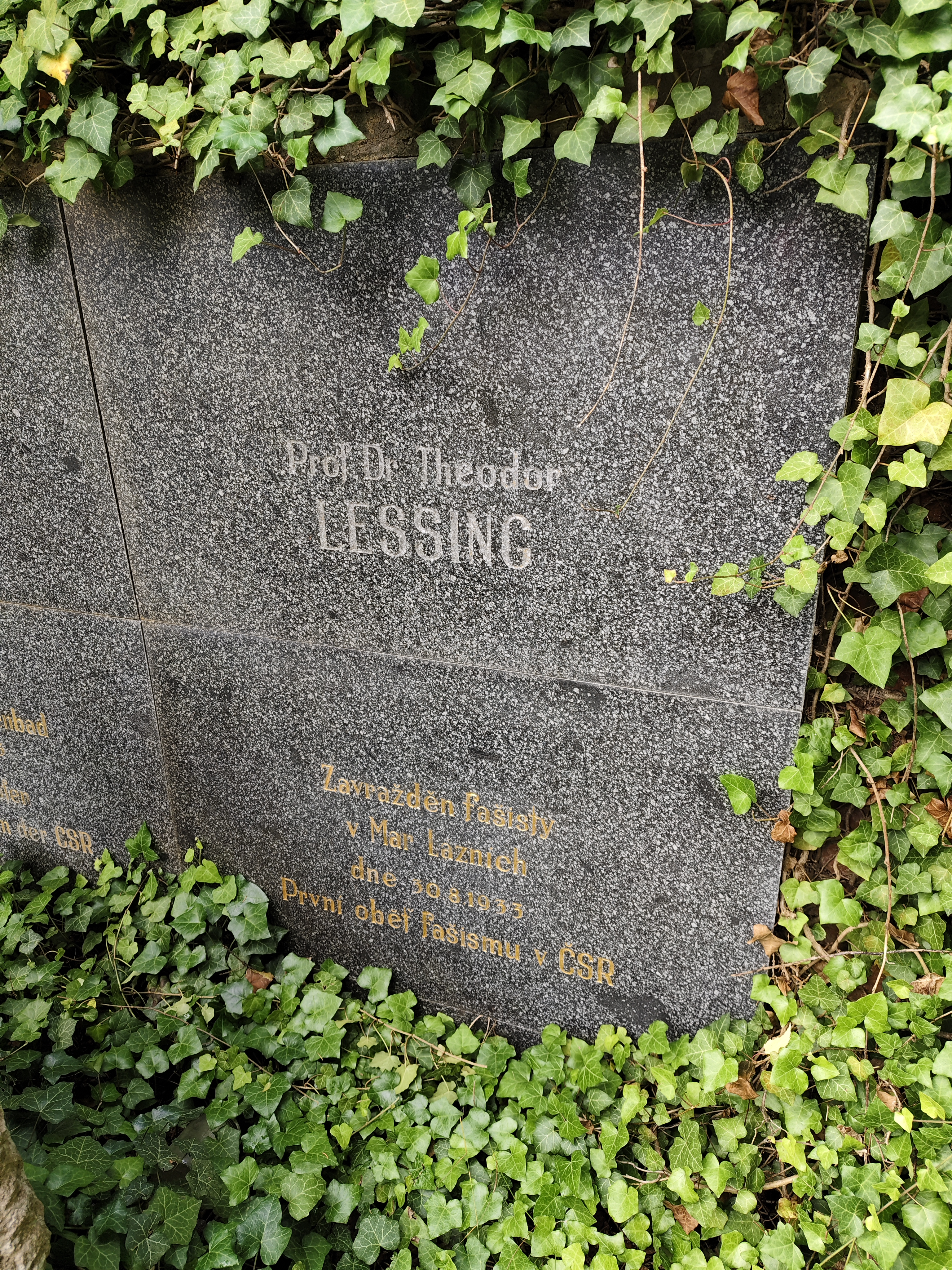
Detail pravé části

Po Theodoru Lessingovi je pojmenováno několik ulic, parků a domů. Od roku 2006 po něm a jeho druhé manželce nese jméno škola v Hannoveru (Ada-und-Theodor-Lessing-Volkshochschule).
V roce 1958 byla odhalena na domě Locarno (dříve vila Edelweiss, Třebízského 213, Mariánské Lázně) pamětní deska, která připomíná Lessingovu vraždu. Roku 1993 ji nahradila nová reliéfní pamětní deska od sochařky Ludmily Seefried-Matějkové. 
O jeho vraždě byl natočen film Výstřely v Mariánských Lázních, který se však ne zcela přesně drží ověřených faktů.

### České překlady
- Zánik Země působením ducha, Nová tiskárna Pelhřimov 2007.
- Dějiny jako vsunutí smyslu v nesmyslné, Klatovy 1919 (přel. Anna Pammrová)